# Уилям Уоластън
Уилям Хайд Уоластън (наричан също Воластон) (на английски: William Hyde Wollaston) е английски учен, открил паладия (1802) и родия (1804) и за първи път получил чиста платина. През 1801 година открива ултравиолетовото излъчване, конструира рефрактометъра (1802) и гониометъра (1809). Също така, създава и т.нар. призма на Уоластън.

## Биография
Роден е на 6 август 1766 година в Норфолк, Англия. Изучава медицина в Оксфорд и Лондон, получава лекарското звание и открива своя практика в Лондон. По време на следването си се занимава с химия, кристалография и физика. През 1800 година, след като кандидатства за работа в болница „Свети Георги“, но предпочитат друг, решава да остави медицината и започва да се занимава с физика и химия.
През 1800 година открива начин за изработка на кована платина и по този начин въвежда използването на платиновите съдове, което има голямо значение за развитието на техническия добив на сярната киселина.
През 1802 година открива в спектъра на Слънцето седем тъмни линии или така наречените абсорбционни спектрални линии. Независимо от него Йозеф фон Фраунхофер също ги открива през 1813 година и публикува откритието си, поради което тези линии са наречени фраунхоферови линии.
През 1803 година открива паладия, а през 1804 родия. През 1807 година изобретява оптичното устройство камера люсида.
Минералът воластонит по-късно е наречен на негово име за приноса му в кристалографията и анализа на минералите.